# Гігантський радіотелескоп метрових хвиль
Гігантський радіотелескоп метрових хвиль (англ. Giant Metrewave Radio Telescope, GMRT) — масив із тридцяти повністю керованих параболічних радіотелескопів діаметром 45 метрів, які працюють на метровій довжині хвилі й розташовані поблизу Нараянгаона біля Пуне в Індії. Це найбільший і найчутливіший у світі низькочастотний радіотелескоп. Радіотелескопом управляє Національний центр радіоастрофізики, частиною Інституту фундаментальних досліджень Тата в Мумбаї. Радіотелескоп був задуманий і побудований під керівництвом Говінда Сварупа протягом 1984—1996 років. Це інтерферометрична решітка з базовими лініями до 25 км. Після оновлення новими приймачами телескоп став відомий під назвою оновлений Гігантський радіотелескоп метрових хвиль (upgraded Giant Metrewave Radio Telescope, uGMRT).

## Розташування
Гігантський радіотелескоп метрових хвиль розташований приблизно за 80 км на північ від Пуне в Ходаді. Поруч розташоване містечко Нараянгаон, яке знаходиться приблизно в 9 км від телескопа. Офіс Національного центру радіоастрофізики розташований у кампусі Пунського університету Савітрабая Пхуле.

## Цілі
Однією з цілей телескопа під час його розробки був пошук випромінювання на радіолінії 21 сантиметрів з високим червоним зміщенням від первісних хмар нейтрального водню, щоб дослідити епоху формування галактик у Всесвіті.
Астрономи з різних країн використовують цей телескоп для спостереження за такими астрономічними об'єктами, як Сонце, Юпітер, екзопланети, магнітно-активні зірки, мікроквазари, пульсари, наднові зорі, залишки наднових, області HII, галактики, квазари, радіогалактики, скупчення галактик, галактики з високим червоним зміщенням, сонячні вітри, міжгалактичні лінії поглинання HI, дифузне радіовипромінювання від ниток галактик, можливі ознаки зміни фундаментальних констант у часі, зміна вмісту газу з космічною епохою, епоха реіонізації тощо.

## Результати
Гігантський радіотелескоп метрових хвиль підготував дослідження всього неба під назвою TGSS (TIFR GMRT Sky Survey, огляд неба Інституту фундаментальних досліджень Тата на Гігантському радіотелескопі метрових хвиль). Майже 90 % неба було знято на частоті 150 МГц (довжина хвилі 2 м) з кутовою роздільною здатністю 25 кутових секунд і середньоквадратичним шумом 5 міліянських на промінь. Каталог джерел і файли зображень знаходяться у вільному доступі. Громадськість і науковці можуть побачити зображення галактик, радіогалактик, залишків наднових на частоті 150 МГц за допомогою веб-інструменту RAD@home RGB-maker. Потужність і універсальність Гігантського радіотелескопа метрових хвиль призвели до ренесансу в області низькочастотної радіоастрономії.
За результатами огляду TGSS, у серпні 2018 року була виявлена найдальша відома радіогалактика, TGSS J1530+1049, на відстані 12 млрд світлових років. У лютому 2020 року це допомогло у спостереженні доказів найбільшого відомого вибуху в історії Всесвіту, вибуху у галактиці NeVe 1 у надскупченні Змієносця. У січні 2023 року телескоп вловив радіосигнал від радіолінії нейтрального водню, яке походить з відстані 8,8 млрд світлових років.